# Komisja Obrony Narodowej KRLD

Kim Dzong Il

Kim Dzong Un

Komisja Obrony Narodowej KRLD (kor. 조선민주주의인민공화국 국방위원회) – organ kolegialny, istniejący w latach 1972–2016, określany przez konstytucję Korei Północnej jako „najwyższy organ prowadzący wojsko i zarządzający sprawami wojskowymi”. Na czele komisji stał Przewodniczący, który kontrolował siły zbrojne i pełnił de facto rolę głowy państwa.
Stanowisko to powstało w kwietniu 1993 r. z inicjatywy Kim Ir Sena, który przygotowywał swego syna – Kim Dzong Ila – do objęcia władzy w państwie. Po śmierci ojca w 1994 Kim Dzong Il miał pewne problemy z przejęciem władzy, dlatego nie przyjął tytułu prezydenta („wiecznym prezydentem” Korei Północnej ogłoszono właśnie Kim Ir Sena), natomiast Komisja Obrony Narodowej została podniesiona do rangi „najwyższego urzędu w państwie”. Kim Dzong Il zmarł 17 grudnia 2011.
Po śmierci Kim Dzong Ila powstał wakat na stanowisku przewodniczącego, po czym 13 kwietnia 2012 północnokoreański parlament powierzył je synowi zmarłego dyktatora – Kim Dzong Unowi, jako „Pierwszemu Przewodniczącemu Komisji Obrony Narodowej”, a Kim Dzong Il uzyskał pośmiertnie tytuł „Wiecznego Przewodniczącego Komisji Obrony Narodowej”. W tym celu dokonano poprawek w Konstytucji KRLD. Najwyższe Zgromadzenie Ludowe KRLD zlikwidowało Komisję w czerwcu 2016.
Pierwszy Przewodniczący: Kim Dzong Un (od 13 kwietnia 2012 do 30 czerwca 2016)
Wiceprzewodniczący:
1. Kim Yŏng Ch’un
2. Ri Yong Mu
3. O Kŭk Ryŏl

Członkowie Komisji: 
- Ju Kyu Ch’ang
- Ri Myŏng Su
- Kim Jŏng Gak
- Ch’oe Ryong Hae
- Pak To Ch’un